# 河野原圓心站

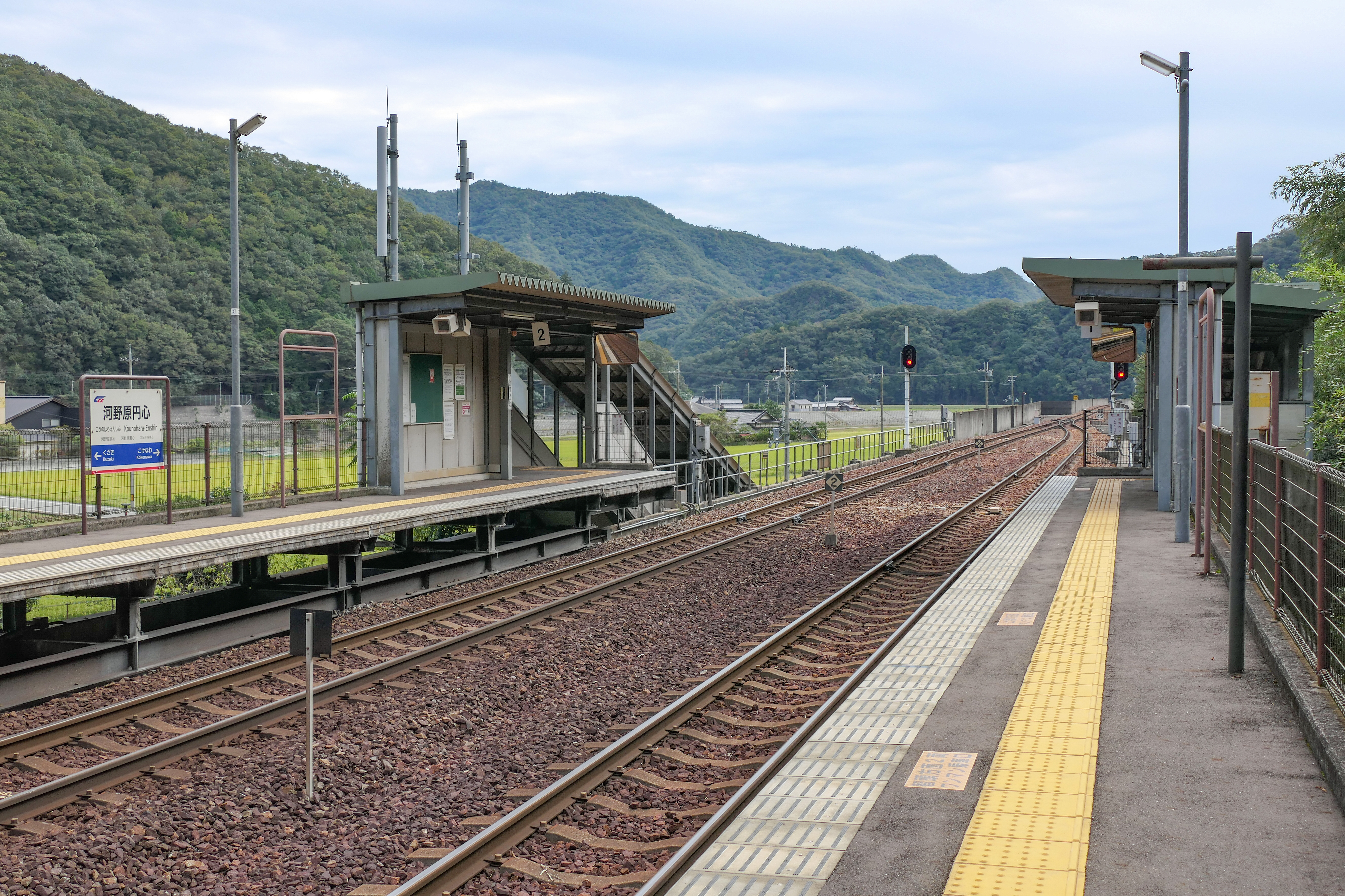
月台（2022年9月）

河野原圓心站（日语：／ Kounohara-Enshin eki */?）是位於兵庫縣赤穗郡上郡町，屬於智頭急行智頭線的車站。站名取自所在地河野原與在南北朝時代居於白旗城的武將赤松則村（圓心）。

## 歷史
此站的計劃站名在建設智頭線當初為「河野原」。
- 1994年（平成6年）12月3日[1] - 智頭急行智頭線開通，此站啟用。
- 2009年（平成21年）
  - 8月10日 - 受到熱帶風暴艾濤的影響而發生大雨，此站暫停服務。
  - 8月29日 - 智頭線普通列車重開。

## 構造
本站是高架車站，設有2面2線的相對式月台。此站是無人車站，地面設有候車室和廁所，並透過樓梯連接高架月台。站內沒有設置自動售票機。

### 月台
| 月台 | 路線    | 上下行 | 方向                       |
| ---- | ------- | ------ | -------------------------- |
| 1、2 | ■智頭線 | 下行   | 智頭、鳥取、倉吉方向       |
| 1、2 | ■智頭線 | 上行   | 上郡、大阪、京都、岡山方向 |

1號月台是上下行副本線。2號月台為本線，該路軌為一線通過的結構。通常上下行列車均停靠於2號月台。當進行列車交會或避待通過列車時才使用1號月台（在兩架普通列車進行列車交會時，智頭方向列車使用1號月台，上郡方向列車會使用2號月台）。兩列特急列車也可在此站進行列車交會。

## 使用狀況
| 1日上下車人次變化 | 1日上下車人次變化 |
| 年度              | 1日平均人次       |
| ----------------- | ----------------- |
| 2018年            | 5                 |

## 周邊
車站最近寶林寺、圓心館和白旗山。
- 國道373號（日语：国道373号）
- 千種川（日语：千種川）[1]

## 相鄰車站
智頭急行
■智頭線
苔繩－河野原圓心－久崎

## 注腳
1. 1 2 3 4 5 6 7 8 9 10 11 12 13  . 神戶新聞綜合出版中心. 2011-12-15: 229. ISBN 9784343006028 （日语）.
2. ↑  日本鉄道建設公団高速化研究会 (编).  初版. 交通新聞社. 1998-10-20: p.17. ISBN 4-87513-077-5 （日语）.
3. ↑  国土数値情報(駅別乗降客数データ)  （页面存档备份，存于）（日語） - 國土交通省，2019年9月2日參閲

## 外部連結
- 河野原圓心站 （页面存档备份，存于）（日語） - 車站大樓介紹